# Carite (Guayama)
Carite es un barrio ubicado en el municipio de Guayama en el estado libre asociado de Puerto Rico. En el Censo de 2010 tenía una población de 1210 habitantes y una densidad poblacional de 40,75 personas por km².

## Geografía
Carite se encuentra ubicado en las coordenadas 18°4′56″N 66°5′33″O / 18.08222, -66.09250. Según la Oficina del Censo de los Estados Unidos, Carite tiene una superficie total de 29.69 km², de la cual 28.49 km² corresponden a tierra firme y (4.05%) 1.2 km² es agua.

## Demografía
Según el censo de 2010, había 1210 personas residiendo en Carite. La densidad de población era de 40,75 hab./km². De los 1210 habitantes, Carite estaba compuesto por el 78.18% blancos, el 11.82% eran afroamericanos, el 2.07% eran amerindios, el 4.96% eran de otras razas y el 2.98% pertenecían a dos o más razas. Del total de la población el 99.42% eran hispanos o latinos de cualquier raza.